# Ramiro Machado Valadão
Ramiro Machado Valadão ComC • ComIH (Angra do Heroísmo, 21 de Março de 1918 — Lisboa, 19 de Setembro de 1997) foi um jornalista e político ligado ao Estado Novo que se destacou como responsável pela propaganda da União Nacional e como director da RTP durante o governo de Marcelo Caetano. Foi deputado à Assembleia Nacional na VII Legislatura (1957-1961).

## Biografia
Nasceu em Angra do Heroísmo, filho do advogado e político Francisco Lourenço Valadão Júnior, uma das personalidades dominantes do panorama político da ilha Terceira na fase inicial do regime do Estado Novo. Frequentou o Liceu Nacional de Angra do Heroísmo, onde teve alguma actividade política nos anos iniciais do Estado Novo como membro do grupo de jovens nacionalistas inspirado por Francisco de Paula Dutra Faria, personalidade que teve influência relevante no seu percurso posterior.
Terminado o ensino secundário em Angra do Heroísmo, matriculou-se no curso de Ciências Histórico-Filosóficas da Faculdade de Letras da Universidade de Coimbra, no qual foi aluno brilhante e que vira a concluir com 19 valores, defendendo uma tese sobre a pintura moderna em Portugal.
Enquanto estudante em Coimbra participou no associativismo estudantil, mantendo a sua ligação aos movimentos de extrema direita, tendo presidido à direcção da Associação Académica de Coimbra (1939-1941) e da tuna académica e sido fundador e director da IV série do jornal académico Via Latina, o órgão da academia. Ligado ao movimento nacionalista e integrista, participou na tentativa de reedição do jornal Revolução, sob o novo nome de Revelação, impedida pelo governo.
Ainda estudante em Coimbra iniciou uma ligação à imprensa escrita que manteria durante toda a sua vida profissional. Para além da direcção do Via Latina, colaborou nos periódicos Fradique e Acção, ligados ao nacional-sindicalismo. Terminado o curso fixou-se em Lisboa trabalhando como secretário da direcção do Diário Popular (1941-1945). Mantendo-se na esfera de Dutra Faria, ao tempo o principal responsável pela propaganda do Estado Novo, foi nomeado em 1946 para o cargo de director da revista Panorama, editada pelo Secretariado Nacional de Informação. Manteve colaboração em múltiplos periódicos, entre os quais o Diário da Manhã, A Voz, o Diário Insular e outros periódicos açorianos.
Seguidor de Rolão Preto e de Dutra Faria, ideologicamente próximo do nacional-sindicalismo e das correntes fascizantes portuguesas da década de 1930, acabou por se aproximar do corporativismo de Oliveira Salazar e se integrar no aparelho do Estado Novo, ascendendo à chefia dos serviços de imprensa da União Nacional e ao lugar de deputado pelo círculo eleitoral de Angra do Heroísmo na Assembleia Nacional na VII Legislatura (1957-1961).
Como deputado integou a comissão de «Educação Nacional, Cultura Popular e Interesses Espirituais e Morais», tendo intervenção relevante nas matérias referentes aos transportes marítimos e aéreos nos Açores, participando, embora sem sucesso, no processo que visava estabelecer ligações aéreas entre a Base das Lajes e Lisboa. Nesse processo, que na Terceira teve como principal mentor João Dias Afonso, a participação de Ramiro Valadão foi importante, estabelecendo a ponte com as cúpulas da União Nacional.
A 24 de Setembro de 1962 foi feito Comendador da Ordem do Infante D. Henrique.
Seguindo um percurso muito semelhante ao de Dutra Faria, foi também comentador político na Emissora Nacional e teve participação activa nos anos iniciais da Rádio Televisão Portuguesa. Em Abril de 1969 foi nomeado presidente do conselho de administração daquela empresa, cargo que manteria até à queda do regime do Estado Novo na sequência da Revolução de 25 de Abril de 1974.
A 8 de Março de 1973 foi Comendador da Ordem Militar de Cristo.
Considerado uma das personalidades importantes do regime deposto, foi preso em Dezembro de 1974, acusado de crimes de abuso de confiança e burla durante o período em que presidiu à Rádio Televisão Portuguesa. Julgado a partir de Abril de 1975, pagou uma caução e refugiou-se no Brasil, sendo condenado à revelia a uma pena de quatro anos de prisão. Regressou a Lisboa na sequência da amnistia de 1983, mantendo sempre a sua posição ideológica.
Faleceu em Lisboa a 19 de Setembro de 1997.